# Saint-Léger-sur-Roanne
Saint-Léger-sur-Roanne é uma comuna francesa na região administrativa de Auvérnia-Ródano-Alpes, no departamento de Loire. Estende-se por uma área de 4,51 km². Em 2010 a comuna tinha 1 191 habitantes (densidade: 264,1 hab./km²).